# Elżbieta Kossecka
Elżbieta Kossecka (z d. Sulimierska, ur. 13 grudnia 1940 w Warszawie) – polska fizyk, profesor nauk technicznych, pracownik naukowy Instytutu Podstawowych Problemów Techniki Polskiej Akademii Nauk.

## Praca naukowa
Absolwentka Uniwersytetu Warszawskiego, ukończyła studia na Wydziale Matematyki i Fizyki w 1962, uzyskując dyplom magistra fizyki teoretycznej. Po rocznym stażu w Instytucie Fizyki Teoretycznej UW pracowała przez dwa lata jako asystent w Katedrze Metod Matematycznych Fizyki. W 1965 podjęła pracę w IPPT PAN, gdzie pracowała kolejno na stanowisku starszego asystenta, adiunkta, docenta i profesora. W 1969 uzyskała stopień doktora (temat pracy: Teoria linii dyslokacji w ośrodku ciągłym ). W 1974 uzyskała stopień naukowy doktora habilitowanego  (temat pracy: Matematyczna teoria defektów ). W 1994 otrzymała tytuł profesora .
Kierownik Pracowni Teorii Defektów w IPPT PAN w latach 1978–1979, kierownik Pracowni Sterowania Procesami Termicznymi Budynków (1988–1996), zastępca dyrektora Centrum Helio-Ekostruktur (1992–1997), kierownik Pracowni Modelowania Struktur i Środowiska (1996–2007), kierownik Zakładu Problemów Eko-Budownictwa 2007-2010 . W 2018 emerytowany profesor Instytutu Podstawowych Problemów Techniki Polskiej Akademii Nauk   .
Tematyka prac badawczych prof. Elżbiety Kosseckiej w IPPT PAN w latach 1965–1985 obejmowała zagadnienia teorii dyskretnych defektów w ośrodku ciągłym, a w latach późniejszych zagadnienia teorii przewodzenia ciepła wchodzące w zakres fizyki budowli oraz analizę charakterystyk klimatu Polski w aspekcie bilansu energetycznego obiektów budowlanych i możliwości wykorzystania energii ze źródeł odnawialnych . W 1991 została odznaczona Złotym Krzyżem Zasługi.

## Życie prywatne
W 1965 wyszła za mąż za Józefa Kosseckiego. Mieli pięcioro dzieci: Annę, Marię, Stefana, Pawła, oraz Jadwigę. Jej hobby to sztuka.

## Publikacje
Wybrane publikacje :
- Kośny J., Fallahi A., Shukla N., Kossecka E., Ahbari R., Thermal load mitigation and passive cooling in residential attics containing PCM-enhanced insulations, 2014
- Kosny J., Kossecka E., Brzezinski A., Tleoubaev A., Yarbrough D., Dynamic thermal performance analysis of fiber insulations containing bio-based phase change materials (PCMs), 2012
- Kossecka E., Kośny J., Dynamic thermal performance of the frame wall with PCM-enhanced thermal insulation, 2010
- Kossecka E., Instalacje fotowoltaiczne w hotelowym budynku energooszczędnym, 2009
- Kossecka E., Kośny J., Hot box testing of building envelope assemblies, a simplified procedure for estimation of minimum time of the test, 2008
- Kossecka E., Kośny J.: Three-dimensional conduction z-transfer function coefficients determined from the response factors, 2005
- Kossecka E., Kośny J.: Influence of insulation configuration on heating and cooling loads in a continuously used building, 2002
- Kossecka E., deWit R., Disclination dynamics, 1977; Disclination kinematics, 1977
- Kossecka E., Mathematical theory of defects, Part I – Statics, 1974; Part II – Dynamics, 1975